# Elżbieta Sadzyńska
Elżbieta Sadzyńska (ur. 23 kwietnia 1939 w Poznaniu) – polska działaczka kombatancka, sekretarz generalny Zarządu Głównego Związku Kombatantów Rzeczypospolitej Polskiej i Byłych Więźniów Politycznych (ZKRPiBWP).

## Życiorys
Była córką żołnierza zawodowego. W trakcie II wojny światowej jej ojciec uczestniczył w kampanii wrześniowej, natomiast matka od 1941 działała w konspiracji, w ramach Związku Walki Zbrojnej - Armii Krajowej. Okupację spędziła w Dębicy w Generalnym Gubernatorstwie, gdzie została wysiedlona wraz z matką pod koniec 1939 z rodzinnego Poznania. Po wojnie studiowała na Wydziale Biologii Uniwersytetu Jagiellońskiego, a także ukończyła Studium Analityki Medycznej. Przed emeryturą pracowała w Zakładzie Serologii Instytutu Hematologii w Warszawie. 
W 1985 zmarł jej pierwszy mąż Leonard Sadzyński, który był uczestnikiem powstania warszawskiego i wtedy też, została członkiem podopiecznym Związku Bojowników o Wolność i Demokrację przekształconego po transformacji systemowej w ZKRPiBWP. W ramach działalności kombatanckiej piastowała między innymi funkcję skarbnika koła Warszawa-Rakowiec ZKRPiBWP, a także wiceprzewodniczącej Koła Dzielnicowego Warszawa-Ochota. Od 2008 związana była ze Środowiskiem Synów Pułku, którego przewodniczącym w Warszawie był jej drugi mąż kmdr. Józef Czerwiński po śmierci, którego w 2017 została jego następczynią na stanowisku przewodniczącego warszawskie Środowiska Synów Pułku. Od 2008, Elżbieta Sadzyńska jest również członkiem zespołu publicystów i korespondentów związkowego miesięcznika „Polsce Wierni”. Od 2017 jest członkiem Zarządu Głównego i od 2018 sekretarzem generalnym Związku Kombatantów Rzeczypospolitej Polskiej i Byłych Więźniów Politycznych, będącego największą organizacją kombatancką w Polsce. W 2023 podczas VIII Kongresu ZKRPiBWP ponownie została wybrana sekretarzem generalnym. 